# Palazzo Arnaldi Della Torre
Il palazzo Arnaldi Della Torre è un edificio in stile neoclassico del XVI secolo, sito in contrà Santi Apostoli a Vicenza.

## Storia
La costruzione - la cui paternità è attribuita a Giandomenico Scamozzi - fu iniziata nel 1574; la facciata neoclassica prospetta su un ampio cortile.

## Descrizione

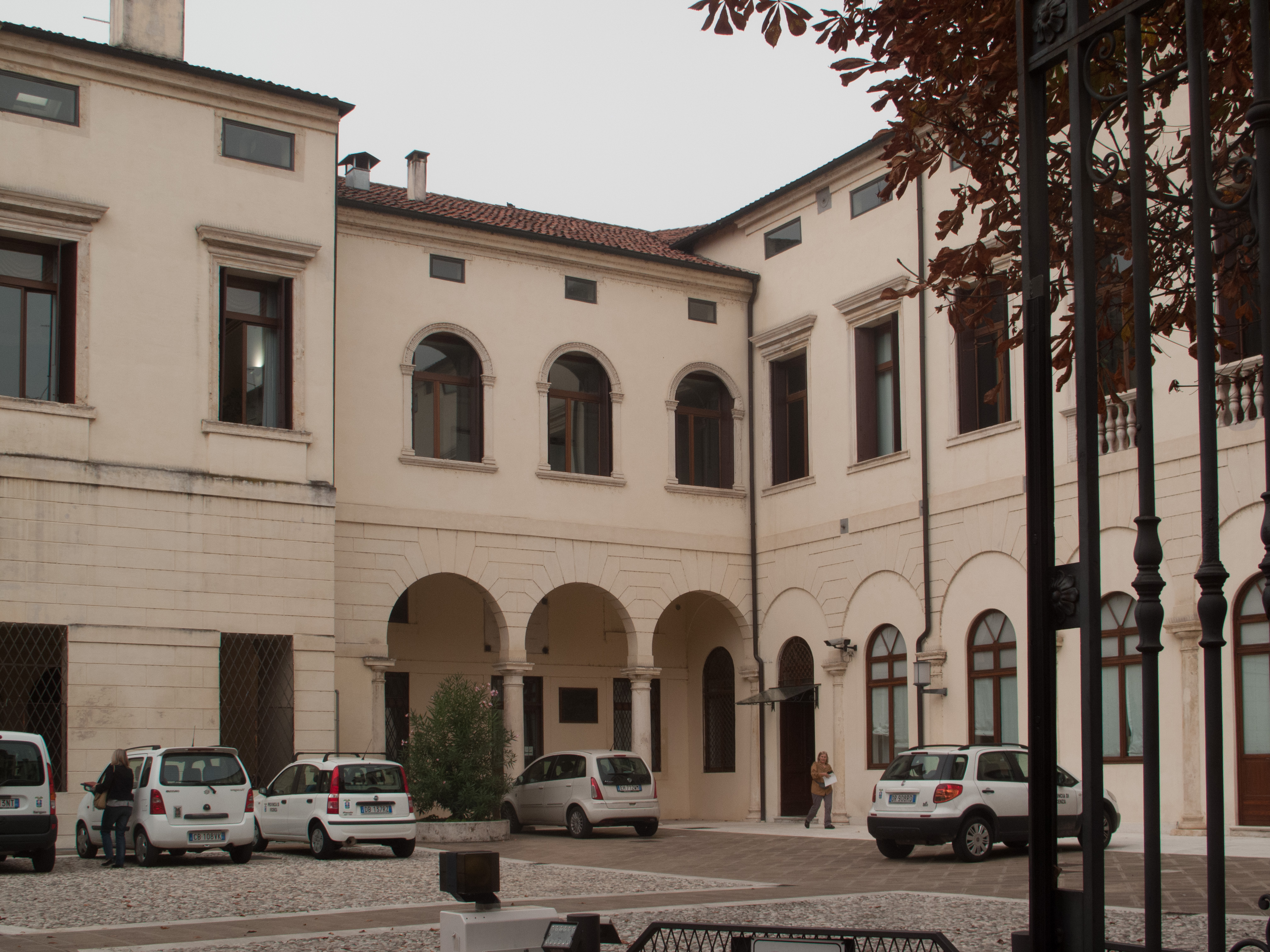
Palazzo Arnaldi Della Torre - ala nord